# Yunnanilus yangzonghaiensis
Yunnanilus yangzonghaiensis är en fiskart som beskrevs av Cao och Zhu, 1989. Yunnanilus yangzonghaiensis ingår i släktet Yunnanilus och familjen grönlingsfiskar. Inga underarter finns listade i Catalogue of Life.